# Kurpfälzischer Amtshof (Worms)

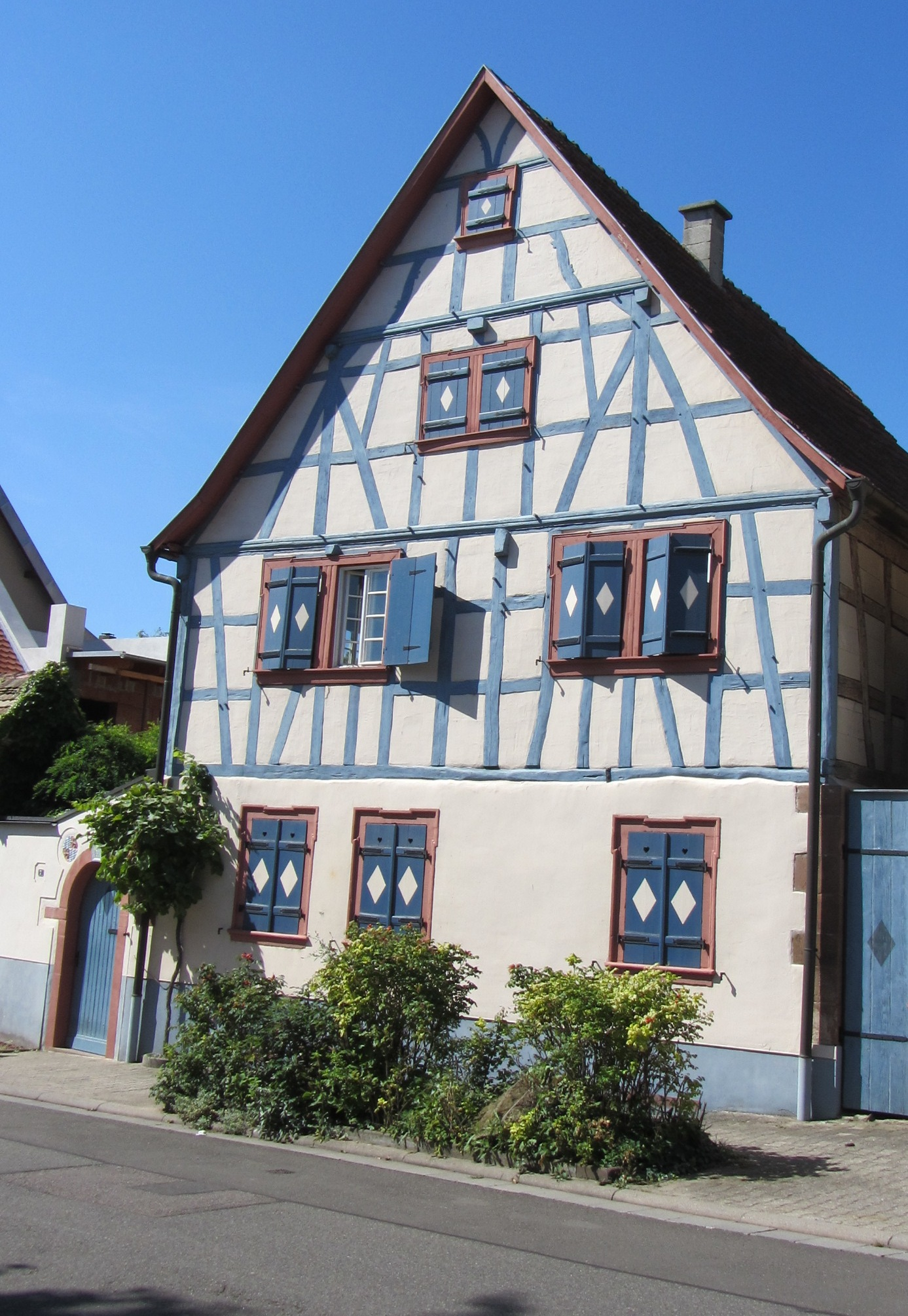
kurpfälzischer Amtshof

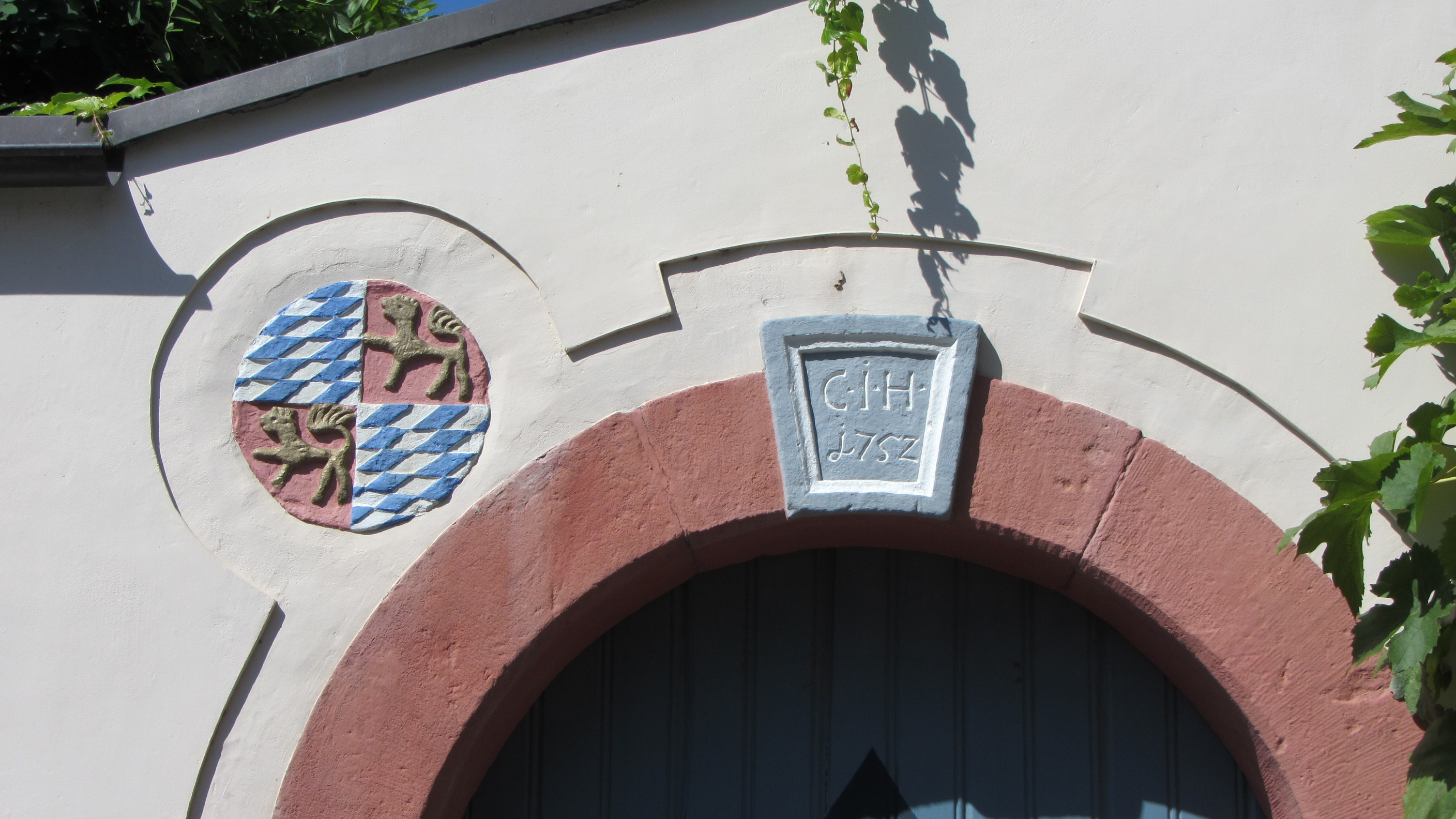
Wappen und Jahreszahl am kurpfälzischen Amtshof

Der Kurpfälzische Amtshof war das Haus des Leiselheimer Unterfauths.
Es befindet sich heute in privatem Eigentum. Der Fachwerkbau ist restauriert und steht in der Dr.-Illert-Straße 7 im Wormser Stadtteil Leiselheim. Über der Mannpforte findet man den kurpfälzischen Wappen und die Jahreszahlen 1752 (bzw. 1774) der Erbauung. Auch Reste der Zehntscheuer im Innenhof sowie historische Kellergewölbe sind erhalten.
Im 16. Jahrhundert gerieten Leiselheim, Hochheim und Pfiffligheim unter die Herrschaft der Kurpfalz und wurden somit Eigentum des Pfalzgrafen. Der Pfalzgraf war der Landesherr bis zur Napoleonzeit und bestimmte die Verwaltung. Für Leiselheim ergab sich hieraus folgende Verwaltungshierarchie: Der Pfalzgraf bestimmte einen Burggrafen, der das Oberamt Alzey führte. Von dort wurde ein Oberschultheiß (später „Oberfauth“ genannt) für den Bezirk Hochheim bestimmt. Dieser wiederum bestimmt für die ihm unterstehenden Orte den „Unterfauth“, den man heute wohl auch als „Ortsvorsteher“ bezeichnen könnte. Dem Ort Leiselheim stand also dieser Unterfauth vor, der nun seinerseits wieder dem Oberfauth Vorschläge für seinen Stellvertreter machen durfte.
Dem Unterfauth standen Gehilfen zur Seite, die seine Anordnungen auszuführen hatten, wozu vor allem die Eintreibung der Gemeindesteuer (der „Zehnt“) gehörte. Für diesen Dienst wurden vor allem jüngere Männer gewählt, die „lesen und schreiben“ konnten. Sie wurden in damaligem Sprachgebrauch „Bürgermeister“ genannt. Dieser Titel wurde aber erst über den Maire aus der Zeit Napoleons zum heutigen Bürgermeister.